# Liste de tartes
Pour un article plus général, voir Tarte.
| Nom                                 | Type            | Origine                          | Description | Illustration |
| ----------------------------------- | --------------- | -------------------------------- | --- | ------------ |
| Aloo pie                            | Salée           | Trinité-et-Tobago                | Tarte recouverte garnie de purée de légumes |              |
| Tarte al d'jote                     | Salée           | Belgique                         | Tarte de bettes au fromage |              |
| Flamiche                            | Salée           | Belgique, Nord de la France      | Tarte à base de fromage et d'œufs |              |
| Tarte au maroilles                  | Salée           | Nord de la France                | Tarte à base de maroilles et crème fraîche épaisse |              |
| Tarte flambée (flamenkuche)         | Salée           | Nord-Est de la France, Allemagne | Tarte à pâte fine recouverte de crème fraîche, d'oignons et de lardons |              |
| Crumble aux pommes                  | Sucrée          | Royaume-Uni                      | Tarte composée d'une couche de fruits recouverte d'une couche de pâte à base de farine, sucre et beurre à l'apparence émiettée                                                          |              |
| Tarte au citron                     | Sucrée          |                                  | |              |
| Tarte à la crème                    | Sucrée          | Etats-Unis                       | Tarte composée d'une généreuse crème à base de lait, crème, farine, œufs, morceaux de bananes, le tout sur un lit de biscuits émiettés ; elle est souvent recouverte de crème chantilly |              |
| Tarte aux pommes                    | Sucrée          | Pays-Bas, Allemagne              | Tarte à base de pâte feuilletée ou brisée garnie de pommes émincées |              |
| Tourte à la viande                  | Salée           | Australie, Nouvelle-Zélande      | Petite tarte recouverte garnie de viande hachée assaisonnée d'oignons, de champignons et de fromage                                                                                     |              |
| Tarte aux œufs et au bacon          | Salée           |                                  | Tarte à base de bacon, d'œufs et parfois d'oignons |              |
| Bakewell tart                       | Sucrée          | Royaume-Uni                      | Tarte à base de pâte brisée, de confiture et d'amandes effilées ; souvent recouverte d'un glaçage à l'amande et d'une cerise confite                                                    |              |
| Banoffee pie                        | Sucrée          | Royaume-Uni                      | Tarte composée d'une couche de crumble de biscuits secs recouverte d'un mélange de banane, crème et caramel                                                                             |              |
| Tarte aux haricots                  | Sucrée          | Etats-Unis                       | Tarte à base d'un mélange de purée de haricots, de sucre, de beurre, de lait et d'épices (vanille, cannelle, noix de Muscade)                                                           |              |
| Bedfordshire clanger                | Salée et Sucrée | Royaume-Uni                      | Tarte allongée à base de saindoux composée d'une partie salée (viande, pommes de terre et légume) à une extrémité et d'une partie sucrée à l'autre (fruits ou confiture)                |              |
| Pastilla                            | Salée           | Maroc                            | Tarte à base de feuilles de brick fourrées d'une garniture à base d'oignon, de pigeon (ou de poulet ou de pintade), de persil, de coriandre, d'œuf dur, d'amandes et de cannelle        |              |
| Tarte aux mûres                     | Sucrée          | Etats-Unis, Allemagne            | Tarte aux mûres ou à la confiture de mûres |              |
| Black Bottom pie                    | Sucrée          | Etats-Unis                       | Dessert composé d'une couche de crème pâtissière au chocolat recouverte de crème chantilly ou d'un meringue émiettée                                                                    |              |
| Black bun                           | Sucrée          | Ecosse                           | Tarte recouverte aux fruits |              |
| Tarte aux myrtilles                 | Sucrée          | Etats-Unis, Allemagne            | Tarte aux myrtilles ou à la confiture de myrtilles |              |
| Bob Andy pie                        | Sucrée          | Etats-Unis                       | Tarte à base de crème, cannelle et clous de girofle |              |
| Bougatsa                            | Salée           | Grèce                            | Tarte à base de pâte feuilletée garnie de crème de semoule, de fromage ou de viande émincée                                                                                             |              |
| Boysenberry                         | Sucrée          | Etats-Unis                       | Tarte aux mûres de Boysen |              |
| Bridie                              | Salée           | Ecosse                           | Tourte à la viande de bœuf, au saindoux et au beurre |              |
| Buko pie                            | Sucrée          | Philippines                      | Tarte recouverte à la crème, à la noix de coco et au lait concentré sucré |              |
| Bumbleberry pie                     | Sucrée          | Canada                           | Tarte à base de fruits rouges (mûres, myrtilles, framboises et fraises) |              |
| Bundevera                           | Sucrée          | Serbie                           | Tarte de forme allongée à la citrouille |              |
| Bündner Nusstorte                   | Sucrée          | Suisse                           | Tarte caramélisée garnie de noix |              |
| Burek                               | Salée           | Maghreb, Turquie                 | Pâte feuilletée garnie de fromage, viandes, pommes de terre et légumes |              |
| Tarte au beurre                     | Salée           | Canada                           | Tarte à base de beurre, sucre, sirop et œufs mélangé et inséré dans un fond de tarte |              |
| Tarte au caramel                    | Sucrée          | Australie                        | Tarte à base de caramel, souvent recouverte de crème chantilly ou de chocolat |              |
| Tarte aux noix de cajou             | Sucrée          |                                  | Tarte aux noix de cajou |              |
| Cheesecake                          | Sucrée          | Etats-Unis                       | Dessert composé d'une crème au fromage frais pouvant être aromatisé de diverses saveurs recouvrant un lit de biscuits émiettés                                                          |              |
| Tarte aux cerises                   | Sucrée          | Etats-Unis                       | Tarte aux cerises |              |
| Tarte à la châtaigne                | Sucrée ou Salée |                                  | Tarte à base de châtaignes |              |
| Tourte au poulet et aux champignons | Salée           | Royaume-Uni                      | Tourte à base de morceaux de poulet, de champignons et de sauce crémeuse |              |
| Pâté chinois                        | Salée           | Canada                           | Tourte à base de bœuf haché et d'oignons revenus, de maïs et de purée de pommes de terre recouvrant le tout                                                                             |              |
| Tarte à la crème de coco            | Sucrée          | Etats-Unis                       | Tarte composée d'une crème à base de lait, crème, œufs, farine et noix de coco râpée sur un lit                                                                                         |              |

## Sucrée

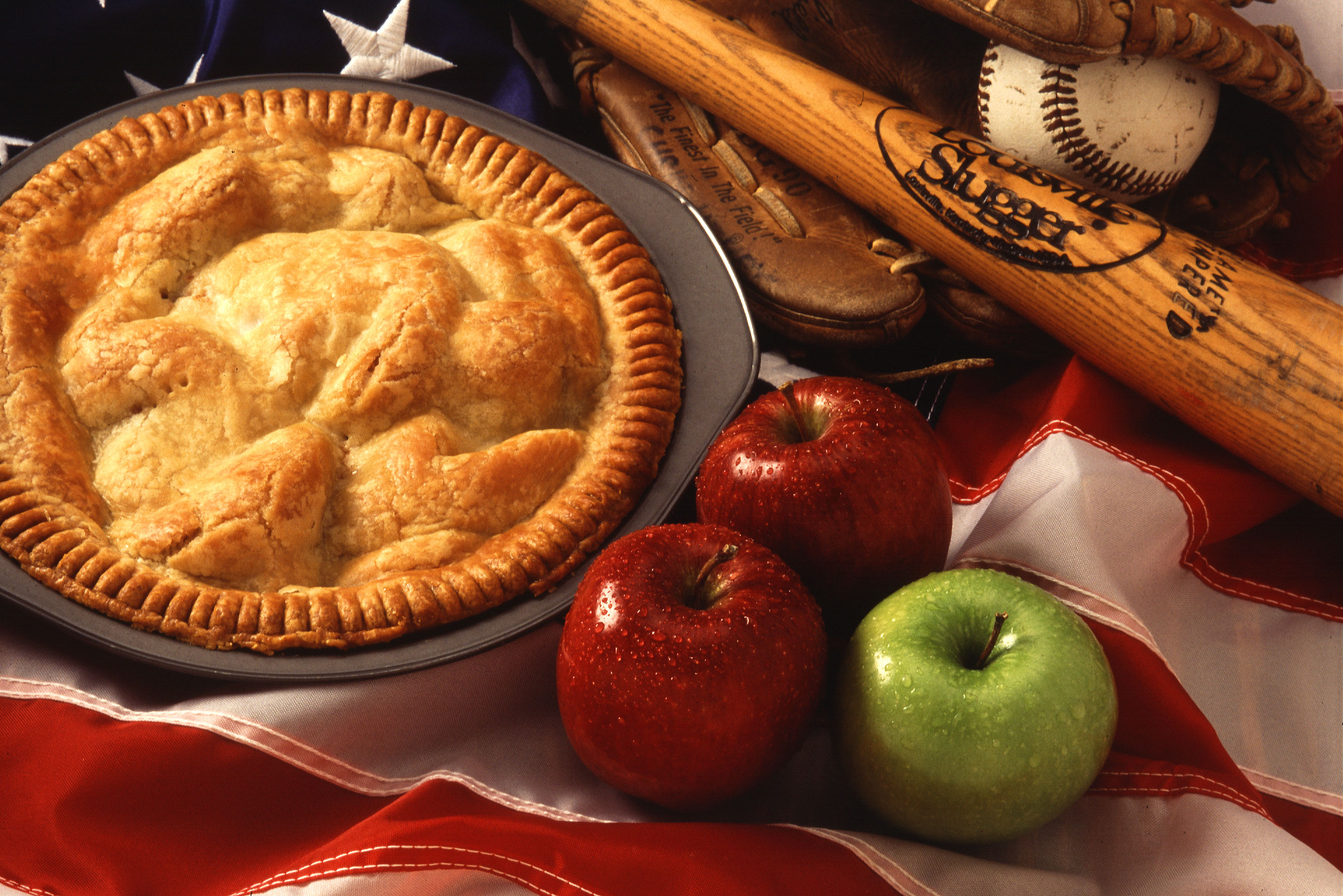
Tarte aux pommes

- Tarte au citron
- Tarte à la mirabelle
- Tarte à la crème
- Tarte à la noix de pécan
- Tarte aux myrtilles
- Tarte aux pommes
- Tarte aux framboises
- Tarte au sirop d'érable
- Tarte au sucre
- Tarte au riz
- Tarte au vin
- Tarte Bourdaloue
- Tarte flambée
- Tarte Tatin
- Tarte à la noix de coco
- Tarte à la citrouille
- Tarte des Alpes
- Tarte normande
- Tarte tropézienne
- Tarte au me'gin
- Tarte à la rhubarbe